# Песни и пляски смерти
«Песни и пляски смерти» — цикл песен М. П. Мусоргского на стихи А. А. Голенищева-Кутузова (1877).

## История создания
Четыре песни, составляющие цикл «Песни и пляски смерти», были написаны в 1875 и в 1877 годах. Первым был написан «Трепак» (17 февраля 1875 г.), затем «Колыбельная», далее «Серенада» (11 мая), двумя годами позже — «Полководец» (5 июня 1877 года). Именно такой порядок пьесам был дан в редакции Н. А. Римского-Корсакова — первой публикации, увидевшей свет после смерти композитора. Однако планировка Мусоргского была иной, и возникла она к моменту окончания «Серенады», о чём он пишет в письме к А. А. Голенищеву-Кутузову. Нащупанная автором драматургическая идея — раздвижение масштабов — требовала своего завершающего звена. Им и явился — после многочисленных испробованных тем и сюжетов, музыкальных и поэтических набросков (в поиски был вовлечён и Голенищев-Кутузов) — «Полководец», который вскоре после написания был обозначен номером четвёртым в цикле.
В свете сказанного уточняется роль Стасова: она была наиболее значительной на начальном этапе, когда он навёл Мусоргского на саму мысль создать сочинение, подобное любимой кучкистами «Пляске смерти» Листа (по Стасову — «Русская пляска смерти»). В дальнейшем же всё новые придумываемые Стасовым персонажи и сцены, по-видимому, не только «шли в дело», но и стимулировали собственные поиски автора. Что же касается формирования общей художественной концепции цикла в её звуковой плоти, то здесь композитор, разумеется, действовал без чьих-либо подсказок.

## Проблема цикла
Первоначально Мусоргский планировал гораздо больше песен на тему смерти, но прекратил работу после того как его закадычный друг Голенищев-Кутузов в 1876 году женился, и дружба (к великому сожалению Мусоргского) распалась. Четыре сохранившиеся пьесы «цикла» посвящены разным людям: «Колыбельная» посвящена А. Я. Воробьёвой-Петровой, «Серенада» Л. И. Глинке-Шестаковой, «Трепак» О. А. Петрову, «Полководец» А. А. Голенищеву-Кутузову. Если «Колыбельная», написанная для певицы Воробьёвой, точно вписывается в диапазон контральто (a — fis2), то «Полководец» явно выходит за пределы контральто и (с a2 в кульминации) требует диапазона меццо-сопрано. Таким образом, для практического исполнения «Песен и плясок смерти» как цикла необходима транспозиция. Эта необходимость создаёт проблему аутентичной интерпретации, с учётом того что Мусоргский, придававший исключительное значение регистровой специфике, задумывал фортепианный аккомпанемент в зависимости от тесситуры вокалиста и т. д., и даже прямо объявлял себя «врагом транспозиции».

## Оркестровка
Дмитрий Дмитриевич Шостакович осуществил музыкальную редакцию и инструментовку вокального цикла «Песни и пляски смерти». В инструментовке Д. Д. Шостаковича он впервые был исполнен в 1962 в Горьком.

## Интерпретации
Цикл «Песни и пляски смерти» относится к числу трудно исполнимых для певцов сочинений, от которых он требует не столько вокальных данных как таковых, сколько мастерства актёрского перевоплощения, естественной и драматической игры. Среди интерпретаторов цикла Борис Гмыря, Галина Вишневская, Борис Христов, Евгений Нестеренко, Дмитрий Хворостовский, Сергей Ларин. Цикл полностью (в оригинальной версии и в оркестровках) неоднократно записывали на LP и CD:
- 1953 Heinz Rehfuss / Decca (на французском языке)
- 1956 Борис Гмыря / Мелодия
- 1957 Борис Христов (оркестровка А. К. Глазунова; дир. Ж. Ципин) / EMI
- 1962 Ким Борг (оркестровка К. Борга; дир. А. Клима) / Supraphon, Nonesuch
- 1963 Галина Вишневская (с М. Ростроповичем на фортепиано) / Мелодия
- 1976 Галина Вишневская (оркестровка Д. Д. Шостаковича; дир. М. Ростропович) / EMI
- 1979 Евгений Нестеренко (с В. Крайневым на фортепиано) / Мелодия
- 1984 Евгений Нестеренко (оркестровка Э. В. Денисова; дир. Г. Рождественский) / Мелодия
- 1989 Ирина Архипова  (оркестровка Д. Д. Шостаковича; дир. Е. Светланов) / Мелодия
- 1991 Сергей Яковенко / Saison Russe (CdM)
- 1992 Бригитта Фассбендер (оркестровка Д. Д. Шостаковича; дир. Н. Ярви) / Deutsche Grammophon
- 1992 Евгений Нестеренко (с Е. Шендеровичем на фортепиано) / Мелодия
- 1993 Дмитрий Хворостовский (оркестровка Д. Д. Шостаковича; дир. В. Гергиев) / Philips
- 1993 Сергей Лейферкус / BMG France
- 1996 Сергей Ларин / Chandos
- 1998 Дженни Турель (с Л. Бернстайном на фортепиано) / Sony
- 2015 Владислав Сулимский (оркестровка Э. В. Денисова; дир. Д. Китаенко) / Oehms Classics

Многие известные певцы (например, Георгий Нэлепп и Марк Рейзен) оставили блестящие интерпретации отдельных песен цикла.